# Augustiner-Chorherren vom Heiligen Victor
Die Augustiner-Chorherren vom Heiligen Victor (lat.: Congregatio Victorina, französisch: La Congrégation de Saint Victor, Ordenskürzel: CRSV) sind eine Ordensgemeinschaft von Priestern in der römisch-katholischen Kirche. Die Kongregation ist ein selbstständiges Mitglied der Konföderation der Augustiner-Chorherren.

## Geschichte
Der Beginn des Ordens geht auf das Jahr 1108 zurück. Wilhelm von Champeaux, Archidiakon im damaligen Bistum Paris, entschloss sich mit einigen Priestern das Ordenskleid der Kanoniker zu tragen. 1111 zog er sich in die Kapelle des Hl. Victor, die bei Paris liegt, zurück. Diese zunächst kleine Kirche wurde in dieser Zeit zur Stiftskirche Saint-Victor um- und ausgebaut. Hier gründete er mit seinen Mitbrüdern eine neue Ordensgemeinschaft. Ihr Ordensleben richtete sich nach den Regeln des hl. Augustinus. Zu ihrer Lebensgestaltung gehörte das Studium der Liturgie und die tägliche Feier der hl. Eucharistie. Ihre Aufgabe bestand in der Unterrichtung von Studenten und der Einrichtung einer großen Bibliothek. Schon bald gründeten sie die Schule zum hl. Victor und führten diese theologische Bildungseinrichtung im 12. und 13. Jahrhundert zur Blüte (→ Viktoriner). Zu den bekanntesten Vertretern in dieser Zeit gehören Hugo von St. Viktor, Richard von St. Viktor und Adam von St. Viktor. Danach begann die politische Verfolgung und die Gemeinschaft der „Victorianer“ musste nach England, Italien und Dänemark ausweichen. In regelmäßigen Abständen versammelte sich das Ordenskapitel in einem anderen Land. Die Renaissance der Ordensgemeinschaft begann nach den Kirchenreformen des 11. Jahrhunderts. Nun übernahmen sie offiziell die Ordensregeln des Augustinus und legten das Gelübde der Armut, Keuschheit und des Gehorsams ab.

## Ausweitung
Um Weihnachten 1968 kamen drei schweizerische Domherren nach Champagne (Ardèche). Sie hatten die Absicht, sich der „Ordensgemeinschaft des hl. Victors“ anzuschließen und das geistige Erbe des hl. Victor im Sinne des Zweiten Vatikanischen Konzils umzusetzen. Der Bischof erteilte ihnen die bischöfliche Genehmigung und übertrug ihnen die Leitung des Klosters Saint Pierre (1976 zur Abtei erhoben) in Champagne. 1988 erhielten sie die erneute Bestätigung und wurden 1993 mit der päpstlichen Approbation zu einer Kongregation päpstlichen Rechts.
Ende 1980 kamen Ordensbrüder aus Tansania nach Champagne, um sich über das Leben der Kanoniker zu informieren. Sie kehrten nach Tansania zurück und errichteten mit der Genehmigung des örtlichen Bischofs das „Priorat Unserer Lieben Frau von Bethlehem“ in Tansania. Unter der Leitung der Kanoniker wurden eine Kirche, ein Kindergarten, ein Krankenhaus und ein Wohnheim erbaut. Später folgten Einrichtungen in Kamerun und Ruanda.

## Organisation
Das Generalhaus der Augustiner-Chorherren vom hl. Victor ist in Champagne in der Abtei Saint-Pierre beheimatet. Im Jahr 2000 wurden die Chorherren durch den Bischof von Valence mit der Leitung der Pfarrgemeinde Sainte-Jalle (Département Drôme) beauftragt. Die Kongregation der Chorherren hat heute Abordnungen in Tansania, Kamerun und Ruanda und zählt ungefähr 70 Mitglieder. Generalabt ist seit 2015 Huges Paulze d' Ivoy.